# حسين الخشن
الشيخ حسين أحمد الخشن عالم دين شيعي لبناني، من مواليد بلدة سحمر - البقاع الغربي في 15-11-1966

## دراسته
- التحق بالحوزة العلمية في لبنان منذ سنة 1983 إلى 1987.
- التحق بالحوزة العلمية في قم المقدسة من سنة 1987 إلى 2000.
- عاد إلى لبنان ليكمل مرحلة بحث الخارج لدى المرجع الراحل السيد محمد حسين فضل الله.
- ماجستير في الفلسفة الإسلامية من جامعة آزاد – طهران.
- دكتوراه في الفلسفة والإلهيات من الجامعة العالمية للعلوم الإسلامية – لندن 2015م.

## نشاطاته
- أستاذ الدراسات العليا في مادتي الفقه والأصول في المعهد الشرعي الإسلامي في بيروت.
- له عشرات المقالات والأبحاث والمحاضرات والندوات واللقاءات في شتى العلوم والمعارف الإسلامية والاجتماعية والثقافية، إضافة إلى بعض الكتب المخطوطة.
- شارك في العديد من المؤتمرات في لبنان وكندا ومصر والبحرين والكويت والسعودية.
- عضو هيئة امناء مؤسسات المرجع الراحل السيد محمد حسين فضل الله.
- إمام جماعة في أحد مساجد الضاحية الجنوبية لمدينة بيروت، جامع الإمام الرضا.

### البرامج التلفزيونية
- برنامج العقيدة والقرآن على قناة الإيمان الفضائية. وهو برنامج اسبوعي يعنى بمناقشة ودراسة الامور العقائدية لدى المسلمين.
- برنامج ظواهر ليست من الدين على قناة الإيمان الفضائية.
- برنامج نون والقلم على قناة الإيمان الفضائية.
- شارك في حوارات تلفزونية على عدة قنوات فضائية مثل قناة المنار وقناة المعارف وقناة الإيمان وقناة الميادين.

## مؤلفاته
1. الإسلام والعنف... قراءة في ظاهرة التكفير.
2. الإسلام والبيئة... خطوات نحو فقه بيئي.
3. في فقه السلامة الصحية... التدخين نموذجا.
4. فقه القضاء (جزئين) تقريرا لدروس المرجع الراحل السيد محمد حسين فضل الله.
5. الشريعة تواكب الحياة.
6. من حقوق الإنسان في الإسلام.
7. حقوق الطفل في الإسلام.
8. عاشوراء... قراءة في المفاهيم وأساليب الإحياء.
9. الحر العاملي... موسوعة الحديث والفقه والأدب.
10. حكم دخول غير المسلمين إلى المساجد. (دراسة فقهية)
11. مشغرة في التاريخ.
12. علامات الظهور... بين حلم الانتظار ووهم التطبيق.
13. ظواهر ليست من الدين.
14. أصول الاجتهاد الكلامي. (تحت الطبع)
15. الزهراء القدوة - للسيد فضل الله إعدادا وتنسيقا.
16. العقائد القرآنية - للسيد فضل الله إعدادا وتنسيقا. (تحت الطبع)
17. هل الجنة للمسلمين وحدهم... قراءة في مفهوم الخلاص الأخروي.[1]
18. العقل التكفيري
19. تنزيهاُ لرسول الله..قراءة نقدية في مقولة زواجه (ص) من السيدة عائشة في التاسعة من عمرها
20. في بناء المقامات الدينية
21. سحمر.. تراث وآفاق
22. اليك يابنتي.. رسالة ابوية حول الحجاب وحجاب الموضة
23. تنزيه زوجات الانبياء عن الفاحشة
24. العقل الإسلامي بين سياط التكفير وسبات التفكير
25. تحت المجهر

## وصلات خارجية
- الموقع الرسمي للشيخ حسين الخشن
- الشيخ حسين الخشن على الفايسبوك حسين الخشن  على فيسبوك.